# Pardosa debolinae
Pardosa debolinae är en spindelart som beskrevs av Majumder 2004. Pardosa debolinae ingår i släktet Pardosa och familjen vargspindlar. Inga underarter finns listade i Catalogue of Life.